# Gugiaïta
La gugiaïta és un mineral de la classe dels silicats, que pertany al grup de la mel·lilita. Rep el seu nom de la localitat on va ser descoberta, Gugia, a la República Popular de la Xina.

## Característiques
La gugiaïta és un silicat de fórmula química Ca₂Be(Si₂O₇). Va ser aprovada com a espècie vàlida per l'Associació Mineralògica Internacional l'any 1983. Cristal·litza en el sistema tetragonal. La seva duresa a l'escala de Mohs és 5.
Segons la classificació de Nickel-Strunz, la gugiaïta pertany a «09.BB - Estructures de sorosilicats, grups Si₂O₇, sense anions no tetraèdrics; cations en coordinació tetraèdrica [4] i major coordinació» juntament amb els següents minerals: åkermanita, cebollita, gehlenita, hardystonita, jeffreyita, okayamalita, alumoåkermanita, barylita, clinobarylita i andremeyerita.

## Formació i jaciments
Va ser descoberta a la localitat de Gujia, al comtat de Zhangjiagang de la prefectura de Suzhou, a la província de Jiangsu, a la República Popular de la Xina. També ha estat descrita a l'illa de Yuge, a la prefectura d'Ehime, al Japó; al massís alcalí de Dugdu, a Tuvà, Rússia; així com a la pedrera Locatelli i a la mina Seula, ambdós indrets al mont Camoscio, a Baveno (Piemont, Itàlia).